# Ricardo Moller
Ricardo Moller (Uruguay, 12 de enero de 1980) es un exfutbolista uruguayo. Jugaba de defensa central y su último equipo fue el Club Atlético Progreso de Uruguay.
Jugó en variados equipos de Uruguay y en Chile solamente fue su única incursión en el extranjero en Deportes Puerto Montt en 2007.
Actualmente se encuentra como ayudante técnico en El Tanque Sisley de su país.
| Club                   | País    | Año       |
| ---------------------- | ------- | --------- |
| Bella Vista            | Uruguay | 2001      |
| Basáñez                | Uruguay | 2002      |
| Club Sportivo Cerrito  | Uruguay | 2003-2004 |
| Club Atlético Peñarol  | Uruguay | 2005-2006 |
| Deportes Puerto Montt  | Chile   | 2007      |
| Juventud Las Piedras   | Uruguay | 2008      |
| Rampla Juniors         | Uruguay | 2008      |
| Club Atlético Progreso | Uruguay | 2009      |